# Eugenia omissa
Eugenia omissa är en myrtenväxtart som beskrevs av Mcvaugh. Eugenia omissa ingår i släktet Eugenia och familjen myrtenväxter. Inga underarter finns listade i Catalogue of Life.